# Vasile Jardan
Vasile Jardan (Chișinău, 20 luglio 1993) è un calciatore moldavo, difensore del Petrocub Hîncești.

## Carriera

### Club
Ha giocato nella prima divisione moldava. In carriera ha giocato complessivamente 7 partite nei turni preliminari di UEFA Europa League.

### Nazionale
Ha giocato nelle nazionali giovanili moldave Under-19 ed Under-21.

## Palmarès

### Club

#### Competizioni nazionali
- Coppa di Moldavia: 1

Milsami Orhei: 2017-2018
- Supercoppa di Moldavia: 1

Dacia Chisinau: 2011
- Campionato moldavo: 1

Milsami Orhei: 2024-2025